# Mindorina
Mindorina es un género de escarabajos  de la familia Chrysomelidae. En 1940 Laboissière describió el género. Contiene las siguientes especies:
- Mindorina antennalis
- Mindorina arizonicus (Uhmann, 1938)
- Mindorina cyanea
- Mindorina dorsalis (Thunberg, 1805)
- Mindorina floridanus (Butte, 1968)
- Mindorina horni Smith, 1885
- Mindorina mundulus (Sanderson, 1951)
- Mindorina notata (Olivier, 1808)
- Mindorina palpalis
- Mindorina punctata
- Mindorina scapularis (Olivier, 1808)